# メガネサロンルック
メガネサロンルックは、北海道札幌市中央区に本社を置く株式会社ルック・ヒライが運営する眼鏡店チェーン。

## 概要
札幌市内を中心に北海道・関東地区にて約40店舗を展開しメガネとコンタクトレンズや補聴器を販売する。
ルック・ヒライは本チェーンの他コンタクトレンズ店「ルックコンタクト」や居酒屋「お刺身居酒屋瑠玖」も運営している。過去には建築資材輸入を担う子会社「ルック興産」、ホテル事業として栗沢町「るっく栗沢観光ホテル」、装飾品店の運営も行っていた。

## 沿革
- 1975年（昭和50年）12月 - 北海道・札幌市において現代表取締役平井勝治がメガネサロンルックを開店し創業。
- 1985年（昭和60年）5月 - お刺身居酒屋瑠玖を札幌・狸小路に開店し、飲食分野に進出。
- 2001年（平成13年）4月 - 関東地区でメガネサロンルックの展開を開始。
- 2015年（平成27年）3月 - 北海道日本ハムファイターズのマスコット、B・BをCMへ起用。
- 2019年（平成31年）12月 - レバンガ北海道と公式スポンサー契約及びアイケアパートナーとして契約締結。
- 2021年（令和3年）8月 - 北海道コンサドーレ札幌とクラブパートナー契約。

## 提供番組
- きたサバ!〜北海道でサバゲーやってみた!〜（テレビ北海道）